# Sahiwal (ville)
Pour les articles homonymes, voir Sahiwal.
Sahiwal (en ourdou : ساہیوال ; Sāhīwāl) est une ville pakistanaise, et capitale du district de Sahiwal, dans la province du Pendjab.
La population s'élevait à 208 778 habitants en 1998. En 2023, le  recensement indique une population de 538 344 habitants.
|            | 1972 (rec.) | 1981 (rec.) | 1998 (rec.) | 2017 (rec.) | 2023 (rec.) |
| ---------- | ----------- | ----------- | ----------- | ----------- | ----------- |
| Population | 106 648     | 150 954     | 208 778     | 389 605     | 538 344     |

## Politique
Depuis le redécoupage électoral de 2018, la ville est représentée par la circonscription no 197 à l'Assemblée provinciale du Pendjab. Lors des élections législatives de 2018, elle est remportée par un candidat de la Ligue musulmane du Pakistan (N).
| Parti                                      | Voix    | %       |
| ------------------------------------------ | ------- | ------- |
| Ligue musulmane du Pakistan (N)            | 63 252  | 52,03 % |
| Mouvement du Pakistan pour la justice      | 40 970  | 33,70 % |
| Parti du peuple pakistanais                | 7 726   | 6,36 %  |
| Tehreek-e-Labbaik Pakistan                 | 5 264   | 4,33 %  |
| Muttahida Majlis-e-Amal                    | 2 227   | 1,83 %  |
| Autres partis                              | 887     | 0,73 %  |
| Indépendants                               | 1 239   | 1,02 %  |
| Total exprimés (participation : 54,7 %)    | 121 565 | 100 %   |
| Source : Commission électorale du Pakistan |         |         |